# Hexatoma unimaculata
Hexatoma unimaculata är en tvåvingeart som först beskrevs av Edwards 1931.  Hexatoma unimaculata ingår i släktet Hexatoma och familjen småharkrankar. Inga underarter finns listade i Catalogue of Life.